# S-Video
S-Video je skraćenica od engleske složenice Separate Video[nedostaje izvor], također je poznata kao Y/C. S-Video je sistem za prijenos analognog video signala standardne definicije (480i ili 576i) preko dva odvojena signala : lumen (osvjetljenost-Y) i chroma (boja - C), bez zuka. 

## Pozadina
Standardni analogni video signal prolazi kroz nekoliko obradih faza prije nego što se odašilje u eter. Kroz svaku tu fazu dio informacije se izgubi tako da na kraju se dobiva loša slika. Slika se obično hvata s RGB formatu, i taj se signal obradi i pretvara se u tri signala poznato kao YPbPr. Prvi signal Y, stvara se tako što se uzme RGB signal i iz tog signala se izvlači ukupna osvjetljenost slike odnosno luma. Signal lume sličan je signalu koji je potreban za prijenos za crno bijele televizije i skupa s Y/C signalom omogućava prijenos crno bijele slike. Kada se signal Y stvara, on se oduzima od plavog signala i s time se proizvodi Pb signal, i kad se Y oduzme od crvenog signala dobiva se Pr signal. Da bi se nazad dobio RGB signal, signali Pb i Pr miješaju se s Y. Dok zbroj crvenog i plavog skupa s Y dobiva se zelena boja.
- osvjetljenost(RGB)-> Y
- B - Y -> Pb
- R - Y -> Pr

- Pr + Y -> R
- Pb + Y -> B
- Pr + Pr + Y -> G

## Svojstva signala
U kompozitnom signalu Y i C su spojeni, ali su razdvojeni u frekvencijske raspone. Spajanje Y i C vrši se tako što se signal Y provlači kroz nisko frekvencijski filter. Ova slika gubi na oštrini boje, i kvaliteti slike. S-Video prenosi sliku preko dva sinkornizirana signala Y i C, svaki od tih signala nosi svoje uzemljenje. Singal Y nosi osvjetljenje i sinkronizacijske pulseve za sliku, tj. nosi crno-bijeli prikaz slike. Dok signal C odnosno chroma, nosi boju slike odnosno obojenje slike. Osvjetljenje nosi analogne okomite i vodoravne sinkronizacijske pulseve, na isti način kao kompozitini signal. Ovi sinkronizacijski puslevi omogućavaju dekodiranje i prikaz slike na zaslonu analogne televizije. Ovo dekodiranje je također moguće s malo boljim računalnim sustavom. Osvjetljenje odnosno luma je signal koji u sebi također sadrži i gama ispravku, i slovo Y za ovaj signal je u stvari simbol grčkog slova gama koja izgleda slično kao y. Slika koja se dobiva sa S-Video je puno oštrija i bogatija nego kompozitni video, no siromašnija je nego komponentni video jer S-Video ograničeno s modulacijskim frekvencijama i opsezima video standarda NTSC(3,57Mhz) i PAL)(4,43Mhz). Ova ograničenja nisu toliko vidljiva na sustavima za pohranu video signala kao VHS ili Beta koja imaju ograničena kvalitativna svojstva.

## Utikači
Postoje i druge izvedbe kao sedmero iglični mini-DIN, sedmero iglični 'dub' utikač, ili dvojni "Y" i "C" BNC, te dvojna "Y" i "C" RCA izvedba.  

## Uporaba
S-Video nije bila popularna izvedba za ulazni i izlazni video signal u Europi zbog popularnosti SCARTa, niti je bila popularna u zemljama koje su imale PAL TV sustave. S-Video je bio popularniji u NTSC zemljama kao SAD i Japan, i bila su ugrađivana u video opremi, konzolama i zaslonima. S-Video je moguće spojiti na kompozitni video preko jednostavnog elektroničkog kruga.